# Noel León
Noel León, né le 21 décembre 2004 à Monterrey, est un pilote automobile mexicain. Depuis 2024, il est engagé dans le championnat de Formule 3 FIA. Il a été membre du Red Bull Junior Team en 2022.

## Biographie

### Formule 4
León fait ses débuts en monoplace en 2018 dans le Championnat de Formule 4 de la NACAM où il dispute quelques courses et monte sur trois podiums. Il s'engage ensuite pour toute la saison 2019-2020 avec Ram Racing pour qui il avait fait quelques courses. León remporte sept victoires et monte sur huit autres podiums. Il remporte le titre avec un total de 325 points.
En 2021, León s'engage dans le championnat des États-Unis de Formule 4 avec DEForce Racing, où il fait équipe avec son compatriote José Andrés Martínez. Alors qu'il ne remporte que deux victoires à Road America et Mid-Ohio au cours de l'année, le Mexicain prend ensuite la tête du classement grâce à une série de plusieurs podiums, dont un double podium sur le Circuit des Amériques lors une manche disputée en parallèle du Grand Prix des États-Unis. Il remporte le championnat avec un total de 212 points.

### Formule Régionale

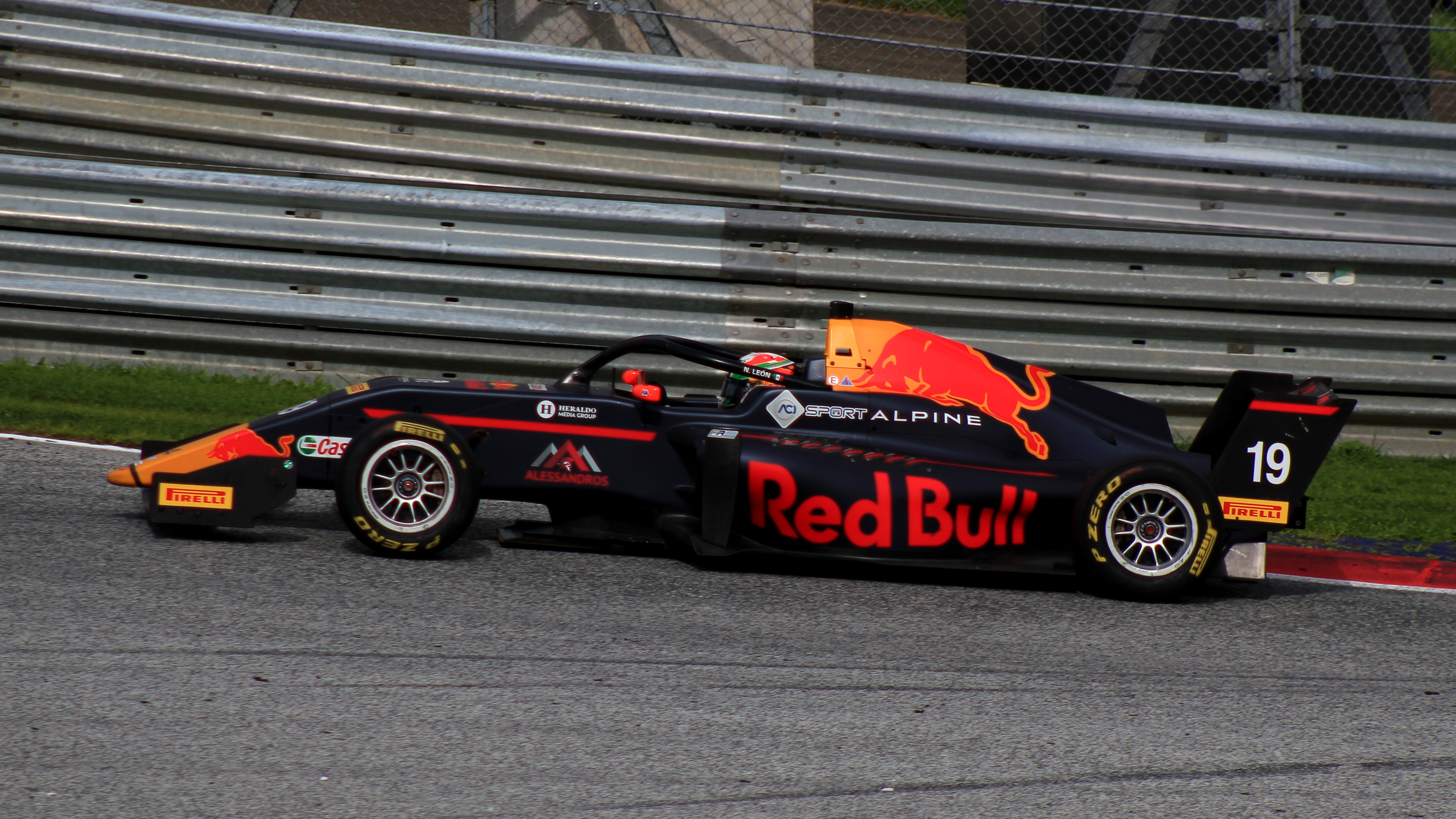
Noel León en Formule Régionale en 2022 à Spielberg.

Noel León débarque en Europe en 2022, et s'engage dans le Championnat d'Europe de Formule Régionale où il signe avec Arden Motorsport. En début de saison, il ne parvient pas marquer de points lors des deux premières manches à Monza et Imola, mais tout change à Monaco, où il réussit à obtenir la dixième place dans la première course et la neuvième place dans la seconde, marquant ainsi ses seuls points de la saison. Il se classe à une lointaine vingt-troisième place avec trois points. En septembre 2022, il participe à la première journée des essais d'après-saison de la Formule 3 FIA avec Van Amersfoort Racing.

### Année au sein du Red Bull Junior Team
Le 14 janvier 2022, Red Bull annonce l'arrivée de León dans le Red Bull Junior Team à compter de la saison 2022, en tant que pilote support. Il n'y reste cependant qu'un an, la structure se séparant de lui début 2023. Quelques mois plus tard, le Mexicain révèle qu'il n'a pas reçu un soutien adéquat avant le début de sa première saison en Europe, ajoutant qu'il était déçu que le programme ne lui ait pas permis de "se mettre dans le top 3 des équipes", contrairement aux promesses précédentes .

### Euroformula Open

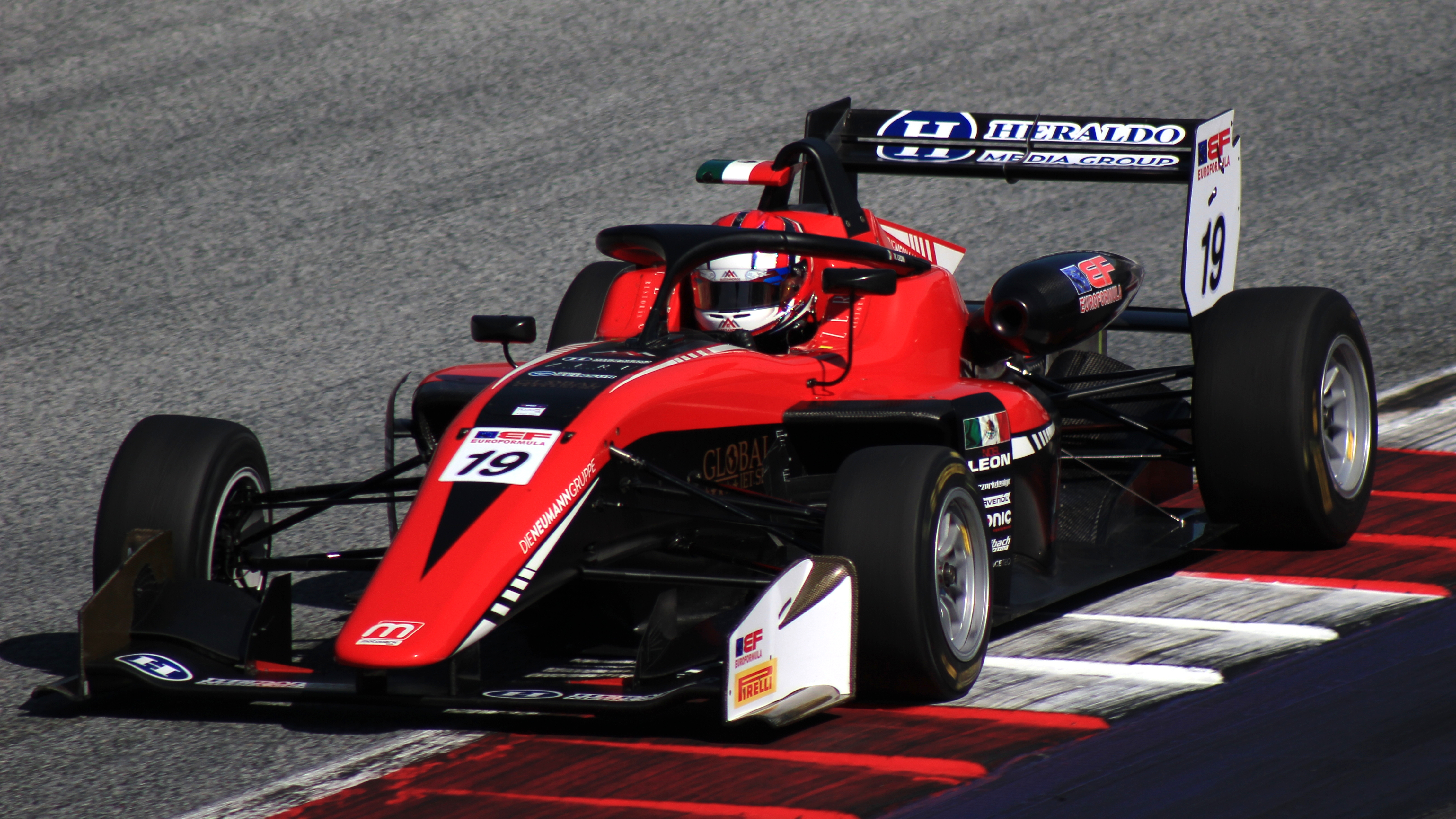
Noel León en Euroformula Open en 2023 à Spielberg.

En 2023, León se tourne vers l'Euroformula Open et rejoint l'écurie Motorpark. Il se montre très performant tout au long de la saison, remportant sept victoires et décrochant un total de 16 podiums, assortis de 5 pole positions et 11 meilleurs tours. Il décroche le titre en ayant inscrit un total de 394 points.

### Formule 3 FIA

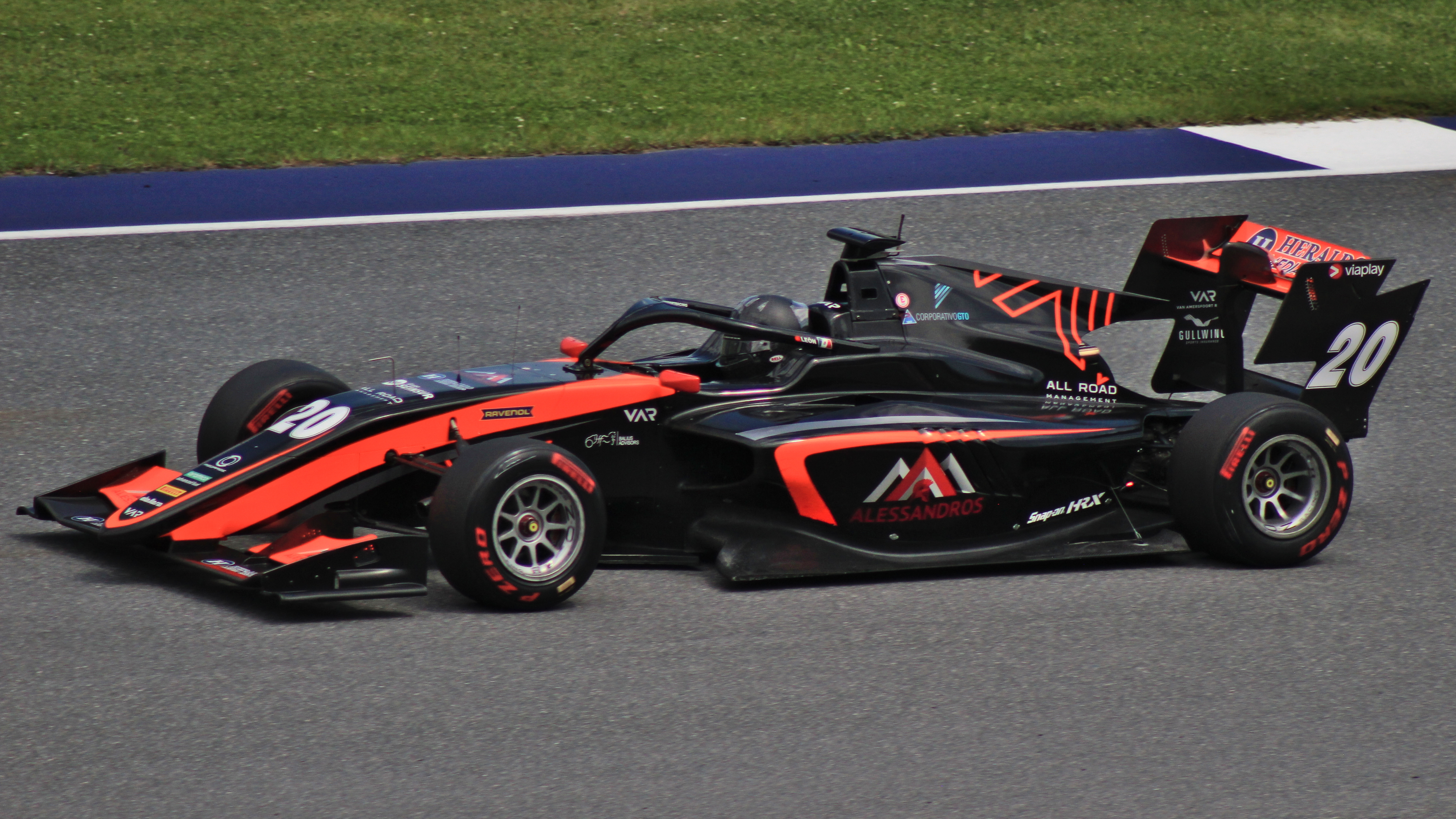
Noel León en Formule 3 FIA en 2024 à Spielberg.

En septembre 2023, León participe aux essais d'après-saison de la Formule 3 FIA avec Van Amersfoort Racing, mais uniquement durant la première journée. Il effectue le même exercice un an plus tard,. En décembre 2023, l'écurie néerlandaise le confirme pour la saison 2024. Il monte sur son premier podium lors de la course sprint du week-end d'Imola et marque ainsi ses premiers points de la saison. Sur l'ensemble de sa campagne, il termine la moitié des courses dans les points et monte à trois autres reprises sur le podium à Silverstone, au Hungaroring et à Spa-Francorchamps. Il se classe dixième du championnat avec 79 points.
Pour la saison 2025, il change d'écurie et se tourne vers l'équipe championne en titre, Prema Racing, où il fait équipe avec Ugo Ugochukwu et Brando Badoer, membres du McLaren Driver Programme.

## Résultats en compétition automobile
| Saison    | Championnat                             | Écurie                 | Courses | Victoires | Pole positions | Meilleurs tours | Podiums | Points | Classement |
| --------- | --------------------------------------- | ---------------------- | ------- | --------- | -------------- | --------------- | ------- | ------ | ---------- |
| 2017-2018 | Championnat de Formule 4 de la NACAM    | Ram Racing             | 3       | 0         | 0              | 0               | 2       | 45     | 12e        |
| 2018      | FB-BOHN Mikkel's Trucks                 | pas d'écurie           | 1       | 0         | 0              | 0               | 0       | 34     | 25e        |
| 2018-2019 | Championnat de Formule 4 de la NACAM    | Ram Racing             | 2       | 0         | 0              | 0               | 1       | 27     | 27e        |
| 2019-2020 | Championnat de Formule 4 de la NACAM    | Ram Racing             | 20      | 7         | 10             | 5               | 15      | 325    | Champion   |
| 2020      | SC Súper Copa Mercedes-Benz             | Sidral Aga Racing Team | 10      | 1         | 1              | 0               | 2       | 868    | 10e        |
| 2021      | Championnat des États-Unis de Formule 4 | DEForce Racing         | 17      | 2         | 3              | 1               | 11      | 212    | Champion   |
| 2021      | NASCAR Challenge Series - Mexico        | Alessandro Racing      | 11      | 7         | 4              | 5               | 9       | 317    | Champion   |
| 2021      | GTM Gran Turismo - Mexico               | Sidral Aga Racing Team | 2       | 1         | 1              | 0               | 1       | 166    | 15e        |
| 2022      | Formule Régionale Europe                | Arden Motorsport       | 20      | 0         | 0              | 0               | 0       | 3      | 23e        |
| 2023      | Euroformula Open                        | Team Motopark          | 23      | 7         | 5              | 11              | 16      | 394    | Champion   |
| 2024      | Formule 3 FIA                           | Van Amersfoort Racing  | 20      | 0         | 0              | 1               | 4       | 79     | 10e        |
| 2024      | Coupe du Monde de Formule Régionale     | KCMG IXO by Pinnacle   | 2       | 0         | 0              | 0               | 2       | N/A    | 3e         |
| 2025      | Formule 3 FIA                           | Prema Racing           | 17      | 0         | 0              | 1               | 1       | 21     | 18e        |